# Dilraba Dilmurat
Dilraba Dilmurat, anche nota come Dilraba (cinese semplificato: 迪丽热巴·迪力木拉提 ; cinese tradizionale: 迪麗热巴·迪力木拉提 ; pinyin: Dílìrèbā Dílìmùlātí; Ürümqi, 3 giugno 1992), è un'attrice, modella e cantante cinese di etnia uigura.

## Biografia
Dilraba è nata il 3 giugno 1992, a Urumqi, Xinjiang, in Cina.
Dilraba ha debuttato come attrice nel film televisivo Anarhan (2013), interpretando il ruolo principale. Il dramma ha ottenuto una candidatura come "Outstanding TV Series" al 30th Flying Goddess Award. Successivamente, ha firmato un contratto con Jay Walk Studio e ha partecipato alla serie web prodotta dalla compagnia, V Love. Dilraba ha recitato nel popolare film fantasy Swords of Legends (2014).
Dilraba ha poi recitato nella commedia romantica Diamond Lover (2015), ottenendo consensi per il suo ruolo di pop star. Ha vinto il premio "Audience's Favorite Newcomer" al 7th China TV Drama Awards per la sua interpretazione.
Nel 2016, Dilraba è stata scelta come protagonista del dramma sportivo Hot Girl. Ha vinto il premio "Outstanding New Actress" al 2016 ENAwards per la sua interpretazione nella serie. Lo stesso anno, è stata scritturata nel suo primo ruolo da grande protagonista nel film commedia romantico Mr. Pride vs Miss Prejudice (2017). La sua interpretazione le ha valso il premio come miglior nuova attrice al China Britain Film Festival del 2016.
Nel 2017, Dilraba ha interpretato il ruolo principale nel dramma commedia romantico Pretty Li Huizhen, un remake del dramma coreano She Was Pretty. Ha vinto il premio come miglior attrice al China TV Golden Eagle Award per la sua interpretazione. Successivamente ha recitato nel dramma fantasy romantico Eternal Love, che è ha ottenuto grande popolarità in Cina e all'estero. Dilraba divenne così nota a un pubblico più ampio e fu anche candidata come miglior attrice non protagonista al Festival della televisione di Shanghai. Lo stesso anno, Dilraba è entrata nella quinta stagione di Keep Running come membro del cast. Ha poi recitato nel film drammatico d'epoca The King's Woman e nel film fantasy Namiya, l'adattamento cinese del romanzo giapponese Miracles of the Namiya General Store.
Nel 2018, Dilraba ha recitato nella commedia romantica 21 Karat. Ha poi recitato nel dramma romantico di Wuxia The Flame's Daughter e nella commedia drammatica di fantascienza Sweet Dreams. Grazie alla sua crescente popolarità, Dilraba è stata premiata come Dea dell'aquila reale al 12th China Golden Eagle TV Art Festival.
Nel 2019, Dilraba reciterà nel film fantasy storico Saga of Light, interpretando Chang'e. Inoltre è stata annunciata per recitare nel film drammatico fantasy Three Lives Three Worlds, The Pillow Book, riprendendo il ruolo di Eternal Love.

## Filmografia

### Cinema
- Fall in Love Like a Star (怦然星动 Hao Meili) (2015)
- Mr. Pride vs Miss Prejudice (傲娇与偏见 Tang Nannan) (2017)
- Namiya (解忧杂货店 Tong Tong) (2017)
- 21 Karat (21克拉 Liu Jiayin) (2018)
- Saga of Light (日月, Chang'e) (2019)

### Televisione
- Anarhan (阿娜尔罕 Anarhan) (2013)
- Swords of Legends (古剑奇谭 Fuqu) (2014)
- V Love (微时代 Wu Anbo) (2014)
- Cosmetology High (美人制造 Qing Cheng) (2014)
- The Sound of Desert (风中奇缘 Li Ji) (2014)
- The Backlight of Love (逆光之恋 Jiang Li) (2015)
- Diamond Lover (克拉恋人 Gao Wen) (2015)
- Legend of Ban Shu (班淑传奇 Princess Loulan) (2016)
- The Ladder of Love (爱的阶梯 Song Zihan) (2016)
- Six Doors (六扇门 Su Yiqing) (2016)
- Hot Girl (麻辣变形计 Guan Xiaodi) (2016)
- Pretty Li Huizhen (漂亮的李慧珍 Li Huizhen) (2017)
- Eternal Love (三生三世十里桃花 Bai Fengjiu) (2017)
- The King's Woman (秦时丽人明月心 Gongsun Li) (2017)
- The Flame's Daughter (烈火如歌 Lie Ruge) (2018)
- Sweet Dreams (一千零一夜 Ling Lingqi) (2018)
- Three Lives Three Worlds, The Pillow Book (三生三世枕上书 Bai Fengjiu) (2019)

## Discografia

### Album in studio
- 2019 – 中國YOUNG

### Singoli
- 2014 – Our Era (我们的时代)
- 2016 – Love in My Heart (爱在心中)
- 2017 – Be Together Without Worries (漂亮的在一起)
- 2017 – Can't Bear To (舍不得)
- 2017 – Mr. Pride vs Miss Prejudice (傲慢与偏见)
- 2017 – A Lifetime of Adventure (赴一场生命的冒险)
- 2018 – 好运聚一糖
- 2018 – 浴火成诗

## Riconoscimenti
- 2015 – Miglior nuova attrice ai China TV Drama Awards per Diamond Lover
- 2016 – Miglior novellina al China Britain Film Festival per Mr. Pride vs Miss Prejudice
- 2016 – Candidatura come Miglior attrice secondaria agli Huading Awards per Diamond Lover
- 2016 – Miglior attrice emergente al iQiyi All-Star Carnival
- 2017 – Candidatura come Miglior attrice secondaria allo Shanghai Television Festival per Eternal Love
- 2017 – Candidatura come Miglior attrice secondaria al Macau International Television Festival
- 2018 – Dea dell'aquila dorata al China Golden Eagle TV Art Festival
- 2018 – Attrice più popolare al China Golden Eagle TV Art Festival per Pretty Li Huizhen
- 2018 – Premio "Scelta del pubblico" come attrice al China TV Golden Eagle Award